# Fairey Fulmar
Фэйри Фулмар (англ. Fairey Fulmar — Глупыш) — британский палубный истребитель, использовавшийся Авиацией Королевских ВМС во время Второй мировой войны. Хотя его характеристики были довольно скромными, Фулмар всё же был надёжным и прочным самолётом с большим радиусом действия и эффективным вооружением из 8 пулемётов.

## Конструкция
Фейри "Фульмар" Mk.I был цельнометаллическим свободнонесущим низкопланом с обычным оперением и убирающимся шасси с хвостовым колесом. Экипаж из двух человек — пилот и штурман, должен был выполнять задачи истребительного прикрытия сил флота, тактической разведки, сопровождения неприятельских кораблей и нанесения бомбовых ударов.
Крыло — двухлонженронной конструкции с дюралевой обшивкой состояло из трех частей: трапециевидного центроплана, выполненного зацело с фюзеляжем, и консолей. Последние вручную складывались вокруг шарнира на заднем лонжероне вдоль фюзеляжа после подъёма секции задней кромки крыла. Элероны имели металлический силовой набор и полотняную обшивку. Гидравлически отклоняемые посадочные щитки были цельнометаллическими.
Фюзеляж — состоял из двух частей, передняя, расположенная вперед от шпангоута 1, составлявшего одно целое с главным лонжероном, была свинчена из металлических труб и покрыта дюралевыми панелями. Задняя часть была изготовлена как дюралевый полумонокок со вспомогательными шпангоутами, при этом листы обшивки имели один отогнутый край, образующие после клепки своеобразные стрингеры, повышающие прочность фюзеляжа.
Двухместная кабина экипажа имела длинный общий фонарь со сдвижными частями. За кабиной летчика находился главный фюзеляжный топливный бак емкостью 705 л и гидравлический бак. Под фюзеляжем, на уровне задней кромки крыла, крепился подвесной топливный бак на 270 л.
Оперение — цельнометаллическое свободнонесущее, рули имели полотняную обшивку. Вертикальное оперение было смещено влево для компенсации гироскопического момента.
Шасси — главные стойки гидравлически складывались в крыло по направлению к фюзеляжу. В убранном положении колеса полностью закрывались створками. Хвостовое колесо — неубирающееся. Тормозной крюк навешен на сдвоенном шпангоуте и убирается в углубление в обшивке нижней части фюзеляжа.
Двигательная установка: мотор Роллс-Ройс Мерлин VIII, поршневой V-образный 12-цилиндровый, жидкостного охлаждения. Очень плотно и аэродинамически чисто закапотирован. Стартовая мощность 805 kW при 3000 об/мин. Трехлопастный винт изменяемого шага фирмы Ротол диаметром 3,5 м. Реактивные выхлопные патрубки — сдвоенные на каждую пару соседних цилиндров создавали небольшую дополнительную тягу. Мерлин VII запускался пирострартером Коффман, при этом "Фульмары" были одними из первых самолётов, на которых они были установлены. Цилиндрические этиленгликолевые радиаторы размещались под двигателем, между ними располагался маслорадиатор. В туннеле радиаторов находился и воздухозаборник карбюратора.
"Фульмары" Mk.II отличались двумя самостоятельными воздухозаборниками карбюратора, в которых находились большие противопылевые фильтры, позволяющие эксплуатировать самолёты в тропиках. Некоторые из Mk.II, приспособленные для ночных полетов, были оборудованы экранами против ослепления пламенем выхлопов.
Главный топливный бак размещался в фюзеляже, маслобак — за двигателем. Использовался авиационный бензин с октановыми числами 100 и 87.
Вооружение состояло из восьми пулемётов Браунинг калибра 7,7 мм в крыльях вне плоскости вращения винта. Боекомплект составлял по 750 патронов на ствол, снаряженных в ленты. Внешние пулемёты в каждой группе находились чуть выше. У некоторых самолётов в отсеке штурмана был импровизированно смонтирован пулемёт Vickers K того же калибра на складном лафете. Его практическое применение было необычайно сложным, к тому же оружие имело крайне ограниченный сектор обстрела. На узлах подвески под консолями крыла можно было подвесить восемь 45 кг бомб типа AP, в фюзеляже, за зализами крыла размещалась пусковая шахта осветительных ракет. 

## Тактико-технические характеристики
Приведены данные модификации Mk.II.
Источник данных: Brown, 1973, p. 47.

Технические характеристики
- Экипаж: 2
- Длина: 12,243 м
- Размах крыла: 14,135 м
- Высота: 3,505 м (на стоянке)
- Площадь крыла: 31,773 м²
- Масса пустого: 3924 кг
- Нормальная взлётная масса: 4695 кг
- Максимальная взлётная масса: 4944 кг (с ПТБ)
- Объём топливных баков: 705 л
- Силовая установка: 1 × жидкостного охлаждения Rolls-Royce Merlin 30
- Мощность двигателей: 1 × 1300 л. с. (1 × 970 кВт)

Лётные характеристики
- Максимальная скорость:  
  - на испытаниях: 428 км/ч на высоте 2926 м
  - при эксплуатации:
    - 383 км/ч у земли
    - 417 км/ч на высоте 2740 м
    - 394 км/ч на высоте 4572 м
- Боевой радиус:  
  - при патрулировании: 515 км (с ПТБ)
  - при ударе по наземной цели: 354 км (с 1×227 кг бомбой)
- Продолжительность полёта: 5 ч 30 мин (с ПТБ)
- Практический потолок:  
  - на испытаниях: 7285 м
  - при эксплуатации: 4877 м
- Время набора высоты:
  - 1524 м за 3 мин 15 с
  - 3048 м за 7 мин 10 с
  - 4572 м за 12 мин

Вооружение
- Стрелково-пушечное:  
  - 8 × 7,7 мм пулемётов с 1000 патр. каждый или
  - 4 × 12,7 мм пулемётов с 370 патр. каждый
- Бомбы:  
  - 8 × 11 кг бомб под крылом или
  - 1 × 113 кг  или 227 кг под фюзеляжем